# 조익정
조익정(趙益貞, 1436년 10월 9일 - 1499년 9월 7일)은 조선 전기의 문신이다. 과거 급제 후 1466년 동국통감의 편찬에 참여하였고, 1468년에는 남이, 강순의 옥사에 참여한 공로로 익대공신 3등관(翊戴功臣三等管)에 녹선되었다. 1469년에는 춘추관수찬관으로 세조실록 편찬에 참여하였고, 1499년에는 춘추관동지사로 성종실록의 편찬에 참여하였으나 편찬 도중 사망하였다. 본관은 풍양(豊壤)으로 자는 이원(而元), 시호는 공숙(恭肅)이다.
성종 때 지방관의 부패를 견제할 방안으로 암행어사제도를 건의하여 처음 시행하였다. 고구마를 보급한 조엄(趙曮)은 그의 9대손이고, 효명세자비인 조대비는 그의 12대손이 된다. 인조 때의 공신 홍서봉은 조익정의 딸 조씨의 외외증손녀의 아들이 된다.

## 생애
1436년 10월 9일 용진 현령(龍津縣令)을 지내고 사후 순충보조공신 병조참판 한산군(漢山君)에 추증된 조온지(趙溫之)와 예빈시판사 오축(吳軸)의 딸 해주오씨의 아들로 태어났다. 증조부는 회양부사(淮陽府使) 조신(趙愼)이고 증조모는 고려 문하 시중(門下侍中)을 지낸 행촌 이암(杏村李嵓)의 딸이다. 할아버지는 공조좌랑을 지내고 사후 병조참의에 추증된 조안평(趙安平)이다.
1453년(단종 1년) 진사시에 합격하고, 1465년(세조 11년) 식년문과에 정과로 급제하였다. 1466년 7월 동국통감의 편찬에 수찬낭관의 한 사람으로 참여하였다. 1467년(세조 13년) 동료들의 천거를 받아 한림(翰林)에 선발되고 이어 승정원 주서, 예문관봉교, 승정원주서를 역임하였고 1468년(세조 14년) 1월 종묘서(宗廟署)에 임명되어 제기(祭器)를 관리하였다. 1468년(예종 즉위년) 10월 남이(南怡)·강순의 옥사를 다스리는데 참여한 공으로 익대공신 3등관에 녹선되었다.
1469년 2월 세자시강원 문학, 사헌부지평(司憲府持平)을 거쳐 그해 3월 봉렬대부(奉列大夫)로 승진하고 다시 행세자시강원문학이 되었으며 춘추관수찬관으로 세조실록 편찬에 편수관의 한 사람으로 참여하였다. 세조실록이 완간되자 실록 편찬에 참여한 공로로 망아지를 선물로 받았다. 1470년(성종 1) 2월 통정대부(通政大夫)로 가자되고 형조참의가 되었다. 그해 3월 도사 선위사(都司宣慰使)로 파견되었다. 이후 부호군 낭관을 거쳐 1479년 다시 형조참의가 되었다가 1481년 한성부좌윤(漢城府左尹)으로 부임했다가, 그해 12월 한성부좌윤으로 한평군(漢平君)에 봉군되었으며, 1482년(성종 13) 3월 이조참판이 되었다. 그해 10월에는 1482년도 과거시험의 독권관(讀券官)에 선발되어 홀로 과거 시험을 감독하였다.
1483년(성종 14년) 사헌부 대사헌(司憲府大司憲)과 이조참판을 역임하였다. 1489년 호조참판으로 성절사가 되어 명나라에 다녀와서 대사헌·강원도관찰사를 역임하였다. 이어 다시 사헌부대사헌, 예조참판을 지내고 외직으로 나가 경상우도병마절도사, 함경남도 병마절도사, 함경북도 병마절도사 등으로 부임하였다. 1489년 다시 한평군에 봉작되고, 그해 호조 참판이 되었다가 명나라에 파견되는 성절사에 임명되어 연경에 다녀왔다. 귀국 후, 1489년 9월 다시 대사헌이 되었다가, 10월 강원도 관찰사로 부임하였다. 1491년(성종 22년) 사헌부 대사헌, 예조참판, 다시 대사헌 등을 거쳐 1492년(성종 23) 경상우도 병마절도사로 부임하였다. 1494년 12월 명나라에 파견되는 사은사로 임명되었으나 성종의 죽음으로 중지하였다. 그는 문장력에 능하여 성종 대의 문예활동 발전에 공헌하였다. 그는 또 성종 때 암행어사 파견을 건의하여 성사시켰다. 그는 지방관들의 부정부패를 감시할 방안으로 암행어사 파견을 발의, 성종이 이를 수용하여 시행되었다. 신숙주(申叔舟) 등은 암행어사의 파견으로 지방관의 권위 실추를 우려하였으나, 성종은 조익정의 주장을 채택하여 암행어사 제도를 시작하였다.
1495년(연산군 1년) 한성부좌윤으로 나갔다가 같은해 8월 공조참판에 임명되었다. 1497년(연산군 3년) 공조참판으로 오위도총부부총관을 겸임하였고, 1499년 춘추관동지관사(春秋館同知館事)로 임명되어 성종실록의 감수에 참여하였다가 완성을 보지 못하고 죽었다. 그는 외모가 수려하였고 특히 수염이 아름다웠다 한다.

### 사후
바로 시호가 추서되었는데 태상시(太常寺)에서 논의하기를 "원래의 마음을 고스란히 간직하고 견고히 하였으니 공(恭)이고, 강직한 덕을 잘 이루었으니 숙(肅)이다."라고 하여 공숙(恭肅)이라는 시호를 내렸다. 후에 자헌대부 예조판서 겸 지의금부사에 증직되었다. 시신은 양주군 고주내면 광문리(후에 주내면에 병합되어 광사리가 되었다가 양주시 광사동이 되었다.)에 안장되었다. 신도비는 후에 5대손 조직(趙溭)이 외외5대손 홍서봉에게 부탁하여 찬하였다.
외외5대손 홍서봉이 지은 그의 신도비는 후에 인멸되었다가 1735년(영조 11년) 다시 조종운(趙從耘)의 글씨체로 신도비가 건립되었다. 다시 지을 때의 비문은 홍서봉의 것을 그대로 썼다.

## 가계
- 증조부 : 조신(趙愼)
- 증조모 : 고성 이씨 이암(李嵓)의 딸
  - 조부 : 조안평(趙安平)
  - 조모 : 하양 허씨 허귀룡(許貴龍)의 딸
    - 부 : 조온지(趙溫之)
    - 모 : 해주 오씨 오교축(吳敎軸)의 딸
      - 누이 : 한산 이씨 이공순(李公淳)에게 시집감
      - 누이 : 송걸(宋傑)에게 시집감
      - 누이 : 전의 이씨 이분양(李汾陽)에게 시집감

- 처 : 안동 권씨 권관(權關)의 딸
  - 장자 : 조팽(趙彭)
    - 손자 : 조종경(趙宗敬)
    - 손자 : 조종돈(趙宗敦)
    - 손녀 : 창녕 조씨 조익수(曺益修)에게 시집감
    - 손녀 : 서원 한씨 한수온(韓守溫)에게 시집감
    - 손녀 : 영월 엄씨 엄용공(嚴用恭)에게 시집감

  - 차자 : 조이(趙耳)
  - 장녀 : 안정 나씨 나세걸(羅世傑)에게 시집감
  - 차녀 : 평산 신씨 신명희(申命羲)에게 시집감
  - 삼녀 : 수원 최씨 최숭한(崔崇漢)에게 시집감
  - 사녀 : 안동 권씨 권복생(權福生)에게 시집감